# Mobile Termination Rate
Mobile Termination Rate (MTR) − stawka opłaty hurtowej za zakończenie połączenia telefonicznego w ruchomej sieci telefonicznej innego operatora. 
Jest to opłata, jaką uiszcza operator telefoniczny sieci, z której jest wykonywane połączenie operatorowi innej sieci, do której to połączenie jest przekazywane (w której jest zakończone).
W Polsce stawki MTR są regulowane przez Prezesa UKE.

## Harmonogram zmian MTR w Polsce
| Operator                                               | od 1 lipca 2011 do 31 grudnia 2011 | od 1 stycznia 2012 do 30 czerwca 2012 | od 1 lipca 2012 do 31 grudnia 2012 | od 1 stycznia 2013 do 30 czerwca 2013 | od 1 lipca 2013 |
| ------------------------------------------------------ | ---------------------------------- | ------------------------------------- | ---------------------------------- | ------------------------------------- | --------------- |
| PTC (T-Mobile) PTK Centertel (Orange) Polkomtel (Plus) | 15,20 gr                           | 15,20 gr                              | 12,23 gr                           | 8,26 gr                               | 4,29 gr         |
| P4 (Play)                                              | 27,21 gr                           | 24,78 gr                              | 17,98 gr                           | 8,26 gr                               | 4,29 gr         |
| CenterNet Mobyland                                     | 28,00 gr                           | 18,00 gr                              | 14,00 gr                           | 8,26 gr                               | 4,29 gr         |
| Aero2                                                  | 41,06 gr                           | 35,00 gr                              | 30,00 gr                           | 8,26 gr                               | 4,29 gr         |
| Sferia                                                 | 28,00 gr                           | 18,00 gr                              | 14,00 gr                           | 13,70 gr                              | 4,29 gr         |